# Costa de Marfil en los Juegos Paralímpicos de Londres 2012
Costa de Marfil estuvo representada en los Juegos Paralímpicos de Londres 2012 por cuatro deportistas, tres hombres y una mujer. El equipo paralímpico marfileño no obtuvo ninguna medalla en estos Juegos.